# Doktor Zjivago (film)
Doktor Zjivago (originaltitel: Doctor Zhivago) är en episk romantisk drama-krigsfilm från 1965 i regi av David Lean med manus av Robert Bolt, baserad på den ryska romanen med samma titel av nobelpristagaren Boris Pasternak.
Berättelsen utspelar sig i Ryssland under första världskriget och det ryska inbördeskriget. I filmen ser vi Omar Sharif titelrollen som Juri Zjivago, en gift läkare och poet vars liv förändras av den ryska revolutionen och det efterföljande inbördeskriget, och Julie Christie som hans älskarinna Lara Antipova. GGeraldine Chaplin, Tom Courtenay, Rod Steiger, Alec Guinness, Ralph Richardson, Siobhán McKenna och Rita Tushingham spelar biroller.
Trots att Pasternaks bok var omåttligt populär i väst var den förbjuden i Sovjetunionen i årtionden. Eftersom filmen inte kunde spelas in där spelades den istället in mestadels i Spanien. Det var en internationell samproduktion mellan Metro-Goldwyn-Mayer och den italienska filmproducenten Carlo Ponti.
Samtida kritiker var kritiska till dess längd på över tre timmar och hävdade att den trivialiserade historien, men erkände intensiteten i kärlekshistorien och filmens behandling av mänskliga teman. Vid Oscarsgalan 1966 nominerades Doktor Zjivago till tio Oscars (inklusive Bästa film) och vann fem: Bästa anpassade manus, originalmusik, foto, scenografi och kostymdesign. Den vann också fem priser vid den 23:e Golden Globe Awards, bland annat för bästa film.
Fram till 2022 var det den nionde mest inkomstbringande filmen i världen efter justering för inflation. År 1998 rankades den på 39:e plats av American Film Institute på deras 100 Years... 100 filmer, och av British Film Institute 1999 som den 27:e bästa brittiska filmen någonsin. Filmen har spelat in $112 miljoner, vilket innebär att den fortfarande ligger på topp tio över de filmer som spelat in mest pengar i USA (justerat för inflation). Justerat för inflation i januari 2010, innebär detta ca $900 miljoner, vilket är den 8:e bästa placeringen någonsin för en film i USA.

## Handling

### Del 1
NKVD Generallöjtnant Jevgraf Zjivago letar efter dottern till sin halvbror Dr. Jurij Zjivago och Larissa ("Lara") Antipova. Jevgraf tror att en ung dammarbetare, Tanja Komarova, kan vara hans brorsdotter och förklarar för henne varför.
Efter moderns begravning fördes det föräldralösa barnet Jurij, som bara ägde en ärvd balalajka, av familjevännerna Alexander och Anna Gromeko till Moskva. År 1913 förlovar sig Zjivago, som nu var läkare och poet, med familjen Gromekos dotter Tonya efter hennes skolgång i Paris.
Samtidigt blir 17-åriga Lara förförd av sin mammas mycket äldre vän/älskare, Viktor Komarovskij med goda kontakter. Laras vän, den idealistiske Pasja Antipov, som vill gifta sig med henne, skadas av ridande polis vid en fredlig demonstration. Lara behandlar Pasjas sår och gömmer en pistol som han plockat upp.

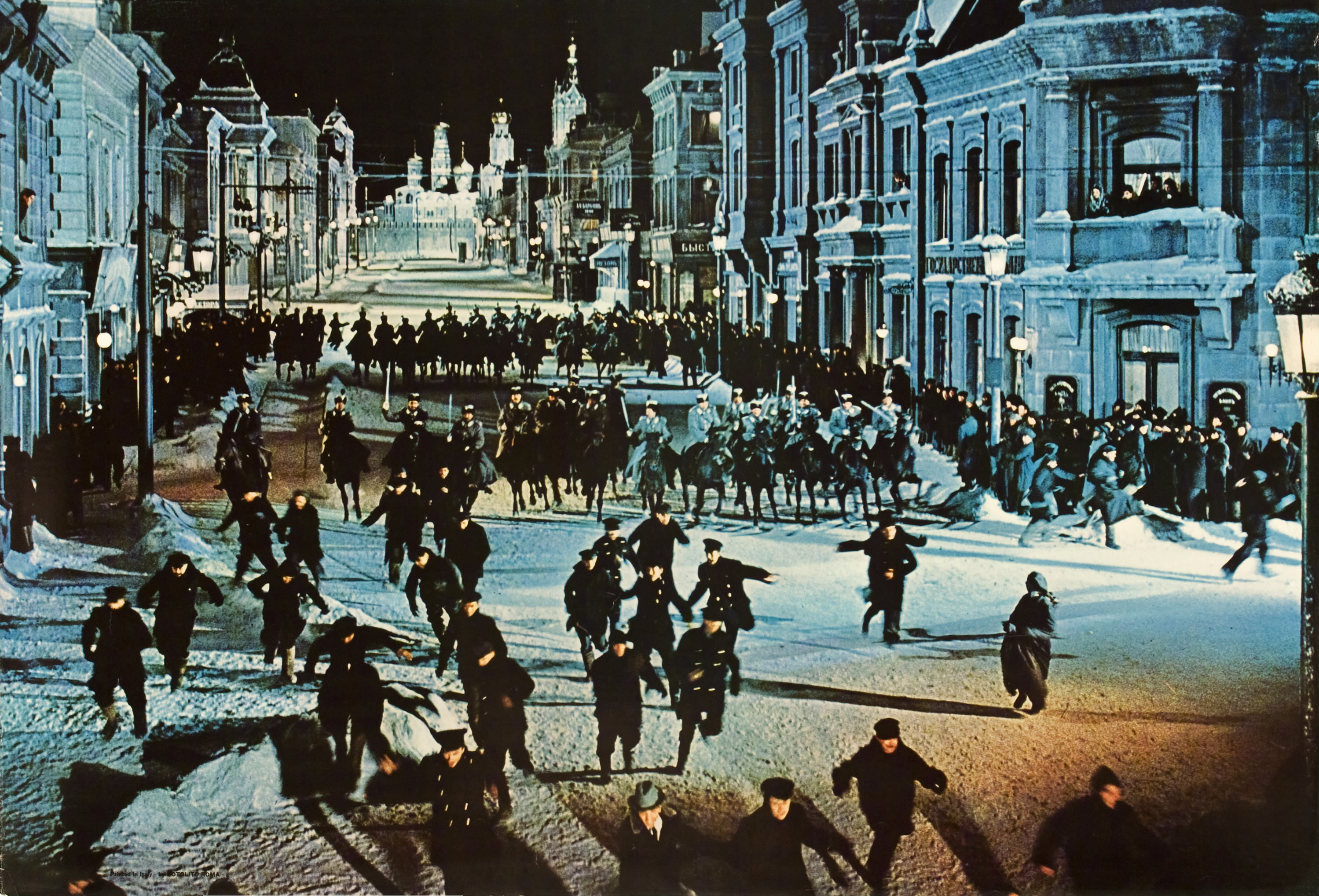
Tsaristiska dragoner anfaller en fredlig demonstration

När hennes mamma upptäcker Laras förhållande med Komarovskij försöker hon begå självmord. Komarovskij försöker övertala Lara att inte gifta sig med Pasja. Hon vägrar och han våldtar henne. En traumatiserad Lara följer senare efter Komarovskij till en fest, skjuter honom i armen och eskorteras ut av Pasja. Pasja gifter sig med henne, trots att han nu känner till hennes förhållande med Komarovskij. De lämnar Moskva.
Under första världskriget blir Juri, som nu är gift med Tonya, läkare på slagfältet. Pasja ansluter sig, men anmäls försvunnen. Lara tar värvning som sjuksköterska för att leta efter honom och stöter på Zjivago. Under sex månader tjänstgör de på ett fältsjukhus, medan oroligheterna växer i Ryssland efter att den landsflyktige Vladimir Lenin återvänt. De två blir förälskade, men Zjivago förblir trogen mot Tonya.
Efter att Ryssland lämnat kriget återvänder Juri till Tonya, deras son Sasja och änklingen Alexander Gromeko i deras hus i Moskva, som konfiskerades av den sovjetiska regeringen och nu hyser många andra människor. Jevgraf, som nu är officer i Tjekan, berättar för Jurij att hans dikter har fördömts som antikommunistiska. Jevgraf tillhandahåller dokument så att familjen kan resa till familjen Gromekos lantställe, "Varykino", i Uralbergen nära Juriatin. Deras tungt bevakade tåg färdas genom omstritt territorium där den bolsjevikiske befälhavaren Strelnikov strider mot de antikommunistiska vita styrkorna.

### Del 2
Tåget stannar i närheten av Strelnikovs pansartåg. Jurij tar sig ut, blir tillfångatagen och förd till Strelnikov, som Jurij känner igen som Pasja. Strelnikov nämner att Lara bor i Juriatin, som nu är ockuperat av vita. Strelnikov låter Zjivago återvända till sitt tåg. Familjen finner huvudbyggnaden i Varykino förseglad av bolsjevikerna. De bosätter sig i en stuga i närheten. I Juriatin får Jurij syn på Lara och de inleder en affär. När Tonya är på väg att föda ett andra barn bryter Jurij med Lara, men blir tvångsrekryterad av kommunistiska partisaner.

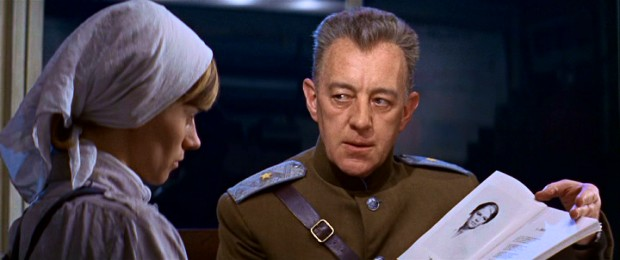
Jevgraf (Alec Guinness, höger) med Tanja (Rita Tushingham)

Efter två år deserterar Jurij och återvänder till Juritain. Lara säger att Tonya kontaktade henne när hon letade efter Jurij. Hon lämnade hans tillhörigheter hos Lara och återvände till Moskva. Tonya skickade senare ett förseglat brev till Jurij till Lara. Tonya hade fött en dotter, och hon, hennes pappa och två barn bor i Paris efter utvisningen.
Juril och Lara blir älskare igen, men Komarovskij anländer. Tjekans agenter har bevakat dem på grund av Laras äktenskap med Strelnikov. Komarovskij erbjuder dem hjälp att fly från Ryssland, men de vägrar och tar sig istället till Varykino och gömmer sig i huvudbyggnaden. Jurij börjar skriva "Lara"-dikterna, vilket kommer att ge honom berömmelse men regeringens ogillande. Komarovskij anländer med trupper. Han har nyligen blivit utnämnd till tjänsteman i Fjärran Östernrepubliken och säger att tjekan tillät Lara att stanna kvar i området bara för att locka till sig Strelnikov. Han tillfångatogs därefter fem mil bort och begick självmord på väg till avrättningen genom att ta tag i en vakts pistol, så de tänker nu arrestera Lara. Komarovskijs erbjudande om fri lejd accepteras, men när Lara väl är på väg följer Jurij inte med. På tåget berättar Lara för Komarovsky att hon är gravid med Jurijs barn.
Flera år senare hittar Jevgraf ett läkarjobb i Moskva åt sin nu bräckliga halvbror. Jurij ser Lara på gatan men drabbas av en dödlig hjärtattack innan han når henne. På Jurijs begravning ber Lara Jevgraf om hjälp att hitta hennes dotter med Jurij, som försvann under inbördeskriget. Jevgraf hjälper henne att söka igenom barnhemmen, men förgäves. Lara försvinner sedan och Jevgraf tror att hon dog i ett gulag.
Jevgraf tror att Tanyj Komarova är Jurijs och Laras dotter. Hon är fortfarande inte övertygad. På frågan om hur hon gick vilse svarar Tanja att hennes "far" (Komarovskij) släppte hennes hand när de flydde från bombardemanget. Jevgraf svarar att en riktig pappa inte skulle ha släppt taget. Tanja lovar att tänka på Jevgrafs ord. Hennes pojkvän David anländer, och hon går iväg med honom. Jevgraf lägger märke till att Tanja bär på en balalajka. Han frågar om hon kan spela, och David svarar: "Hon är en konstnär!" och säger att hon är självlärd. Jevgraf svarar: "Ah... Då är det en gåva!"

## Medverkande
- Omar Sharif – Dr. Jurij Andrejevitj Zjivago
  - Tarek Sharif (Omars riktige son) - Jurij som ung
- Julie Christie – Lara Antipova
- Geraldine Chaplin – Tonja Gromeko
- Rod Steiger – Viktor Komarovskij
- Alec Guinness – Gen. Jevgraf Zjivago
- Tom Courtenay – Pavel "Pasja" Antipov och Strelnikov
- Siobhán McKenna – Anna Gromeko
- Ralph Richardson – Alexander Gromeko
- Rita Tushingham – Flickan
- Klaus Kinski – Kostojed Amourskij
- Gerard Tichy – Liberius
- Noel Willman – Kommissarien Razin
- Geoffrey Keen – Professor Boris Kurt
- Bernard Kay – Kuril, bolsjeviken
- Jack MacGowran – Petja
- Jeffrey Rockland - Sasja Jurievitj Zjivago
- Gérard Tichy - Liberius Mikulitsyn
- Noel Willman - Razin
- Geoffrey Keen - Professor Boris Kurt
- Adrienne Corri - Amelia
- Mark Eden - Bakunin

## Om filmen

### Bakgrund
Boris Pasternaks roman publicerades i väst under jubel och kontroverser. Pasternak började skriva den 1945 och gav privata uppläsningar av utdrag så tidigt som 1946. Romanen blev dock inte färdig förrän 1956. Boken smugglades ut ur Sovjetunionen av en italienare vid namn D'Angelo för att levereras till Giangiacomo Feltrinelli, en italiensk vänsterförläggare som gav ut den kort därefter 1957. Med hjälp av en sovjetisk kampanj mot romanen blev den en sensation i hela den icke-kommunistiska världen. Den låg 26 veckor på toppen av New York Times bästsäljarlista.
Pasternak tilldelades Nobelpriset i litteratur 1958. Även om priset noterade hans poesi, spekulerades det i att priset främst var för Doktor Zjivago, som den sovjetiska regeringen såg som ett antisovjetiskt verk, och därmed tolkade tilldelningen av Nobelpriset som en fientlig gest mot Sovjetunionen. Som måltavla för den sovjetiska regeringens intensiva kampanj för att stämpla honom som förrädare, kände sig Pasternak tvungen att vägra ta emot priset. Situationen blev en internationell cause célèbre och gjorde Pasternak till en symbol för motståndet mot sovjetkommunismen under kalla kriget.

### Utveckling och casting
Filmbehandlingen av David Lean föreslogs av olika anledningar. Pasternaks roman hade blivit en internationell succé och producenten Carlo Ponti var intresserad av att adaptera den som ett verktyg för sin hustru Sophia Loren. Lean, som just kom från den enorma framgången med Lawrence av Arabien (1962), ville göra en mer intim, romantisk film för att balansera den action- och äventyrsorienterade tonen från hans tidigare film. En av de första skådespelarna som kontrakterades var Omar Sharif, som hade spelat Lawrences högra hand Sherif Ali i Lawrence av Arabien. Sharif älskade romanen, och när han hörde att Lean gjorde en filmatisering bad han om att få rollen som Pasja (som till slut gick till Tom Courtenay).
Sharif blev ganska förvånad när Lean föreslog att han skulle spela Zjivago. Peter O'Toole, stjärnan i Lawrence av Arabien, var Leans ursprungliga val för Zjivago, men tackade nej till rollen. Max von Sydow och Paul Newman övervägdes också. Rod Taylor erbjöds rollen men tackade nej. Michael Caine berättar i sin självbiografi att han också läste för Zjivago och deltog i filminspelningar med Christie, men (efter att ha sett resultaten med David Lean) var den som föreslog Omar Sharif. Rod Steiger fick rollen som Komarovskij efter att Marlon Brando och James Mason tackat nej till rollen. Audrey Hepburn var påtänkt för rollen som Tonja, och Robert Bolt lobbade för att Albert Finney skulle spela Pasja.
Lean övertygade Ponti om att Loren inte var rätt för rollen som Lara, och sa att hon var "för lång" (och anförtrodde manusförfattaren Robert Bolt att han inte kunde acceptera Loren som oskuld för de tidiga delarna av filmen), och Jeanne Moreau, Yvette Mimieux, Sarah Miles och Jane Fonda övervägdes för rollen. Till slut fick Julie Christie rollen baserat på hennes framträdande i Lögnhalsen (1963)[15] och rekommendationen av Jack Cardiff, som regisserade henne i Young Cassidy (1965). Sharifs son Tarek fick rollen som den unge Zjivago, och Sharif regisserade sin son som ett sätt att komma närmare sin karaktär.

### Filmning

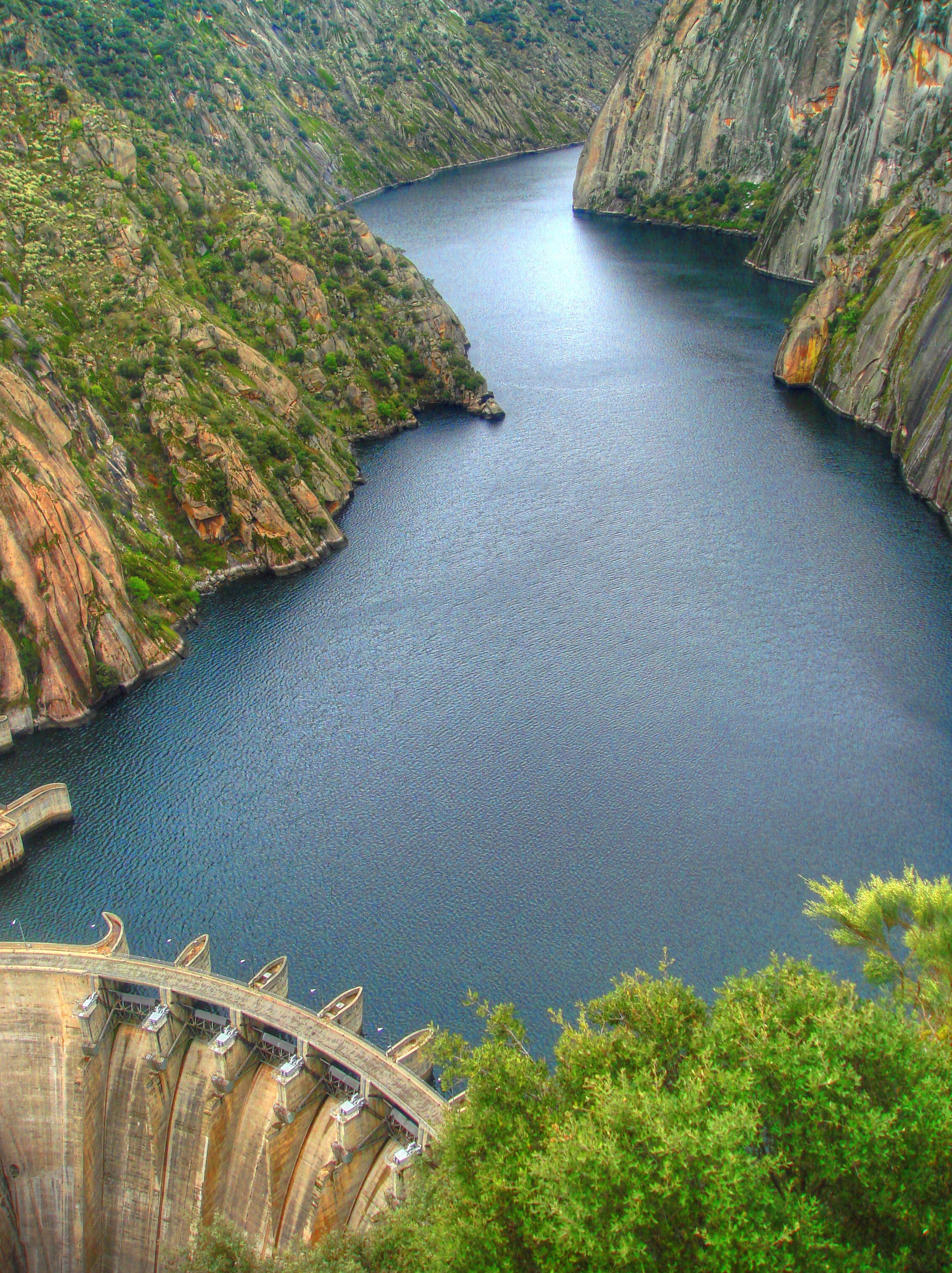
Öppnings- och slutscenerna filmades på plats vid Aldeadávila-dammen mellan Spanien och Portugal.

Leans erfarenhet av att filma en del av Lawrence av Arabien i Spanien, tillgång till CEA Studios och garantin för snö i vissa delar av Spanien ledde till att han valde landet som den primära platsen för inspelning. Väderprognoserna slog dock fel och David Leans team upplevde Spaniens varmaste vinter på 50 år. Som ett resultat filmades vissa scener i interiörer med konstgjord snö gjord av damm från ett närliggande marmorbrott. Teamet filmade vissa platser med naturlig tung snö, som det snötäckta landskapet i Strelnikovs tågsekvens, någonstans i Campo de Gómara nära Soria.
Nicolas Roeg var den ursprungliga fotografen och arbetade med några scener, men efter ett gräl med Lean lämnade han och ersattes av Freddie Young. Inspelningen påbörjades den 28 december 1964 och produktionen avslutades den 8 oktober året därpå. Hela Moskva-uppsättningen byggdes från grunden utanför Madrid. De flesta av scenerna från Zjivagos och Laras tjänstgöring i första världskriget filmades i Soria, liksom Varykinos egendom. "Ispalatset" i Varykino filmades också i Soria, ett hus fyllt med fruset bivax. Partisanernas anfall över den frusna sjön filmades också i Spanien; En gjutjärnsplåt placerades över en uttorkad flodbädd och falsk snö (mestadels marmordamm) lades ovanpå. Några av vinterscenerna filmades på sommaren med varma temperaturer, ibland på upp till 25 °C. Andra platser var Madrid-Delicias järnvägsstation i Madrid och Moncayo Range. De första och sista scenerna spelades in vid Aldeadávila-dammen mellan Spanien och Portugal. Även om det inte krediteras, spelades de flesta av dessa scener in på den portugisiska sidan av floden, med utsikt över den spanska sidan.
Andra vintersekvenser, främst landskapsscener och Jurijs flykt från partisanerna, filmades i Finland nära Joensuu. Vinterscener där familjen reser till Juriatin med tåg filmades i Kanada. Loken som syns i filmen är spanska lokomotiv som RENFE Class 240 (f.d. 1400 MZA), och Strelnikovs pansartåg dras av RENFE Class 141F Mikado-lokomotivet.
En tågscen blev ökänd för det förmodade öde som drabbade Lili Muráti, en ungersk skådespelerska, som snubblade klättrande på ett tåg i rörelse. Trots att hon föll under vagnen klarade hon sig undan allvarliga skador och återvände till arbetet inom tre veckor (och omkom inte och förlorade inte en lem). Lean verkar ha använt en del av hennes olycka i filmens slutliga klippning.

### Musik

#### Bakgrund
Kompositören Maurice Jarre hade tidigare arbetat med David Lean och gjort musiken till Lawrence av Arabien och vunnit en Oscar för bästa filmmusik. Trots att de två inte hade varit i kontakt sedan Lawrence av Arabien, kallade Lean Jarre till Doktor Zjivago i Madrid 1965. MGM Records musikchef var till en början tveksam till Leans val av Jarre som kompositör och sa att "Jarre är väldigt bra för öppna ytor och sand. Vi har bättre kompositörer här i Hollywood för Ryssland och snö."

#### Komponerandet
Jarre hämtade inspiration från de ryska kompositörerna Tjajkovskij och Nikolaj Rimskij-Korsakov för att göra musiken till filmen. För att ge soundtracket dess exotiska känsla använde Jarre, förutom en traditionell orkester, en cembalo, en cittra, en koto, två shamisens, en 180 cm hög gonggong, en talkbox, en novachord, ett elpiano och 24 balalajkor.  Men eftersom ingen medlem av MGM Studio Orchestra kunde spela balalajka, var Jarre tvungen att rekrytera musiker från en rysk-ortodox kyrka i centrala Los Angeles. Moog-synthesizern, som helt nyligen hade uppfunnits när filmen släpptes 1965, användes också av Jarre för att komponera soundtracket. Förutom sin unika instrumentering använde Jarre också en kör med 40 röster som krävde 20 mikrofoner och sex ljudtekniker för att spela in partituret.
Den kanske mest kända aspekten av soundtracket är "Lara's Theme". "Lara's Theme" används som ett ledmotiv och förekommer i olika avsnitt i filmen. Den komponerades snabbt av Jarre efter att det upptäcktes att en rysk folksång som Lean ville ha med i filmen inte var Public domain som Lean ursprungligen hade trott. Vid Jarres första försök att komponera ett kärlekstema för filmen var regissören David Lean missnöjd och instruerade Jarre att "Glöm Zjivago; glöm Ryssland. Åk till bergen med din flickvän och tänk på henne och skriv ett kärlekstema till henne." Lean var orubblig på att kärlekstemat inte skulle vara specifikt ryskt, utan snarare ett universellt tema.
Jarre dirigerade en 110-mannaorkester i tio dagar för att spela in soundtracket. Han avslutade inspelningen av soundtracket den 14 december 1965, bara åtta dagar före filmens världspremiär.

#### Arv och utmärkelser
Vid den 38:e Oscarsgalan vann soundtracket en Oscar för bästa filmmusik och vid den 9:e årliga Grammy Awards vann det en Grammy för bästa originalmusik skriven för en film eller tv-serie. Den nominerades också till en Grammy för Årets album. Enligt Billboard 1967 sålde albumet mer än 1,4 miljoner exemplar.
Soundtracket debuterade som nummer 139 på Billboard 200 den 19 mars 1966. Den nådde förstaplatsen på Billboard 200 den 5 november 1966, nästan ett år efter filmens premiär. År 2015 rankade Billboard 200 soundtracket på åttonde plats på sin lista "Greatest Billboard 200 Albums of All Time". I Kanada nådde albumet som högst plats 2 och låg på topp 5 i 17 på varandra följande listor (2 januari–29 april).
År 2013 rankades soundtracket på sjätte plats på ABC Classic FM Classic 100 Music in the Movies.
Doktor Zjivago används ofta i tävlingsprogram för konståkning. Den sydkoreanska konståkaren Choi Da-bin använde ett medley från soundtracket till sin friåkning vid vinter-OS 2018.